# 596 (ядерное испытание)
596 — кодовое название первого в Китае испытания ядерного оружия, которое проводилось 16 октября 1964 года на ядерном полигоне Лоб-Нор (в окрестности озера Лоб-Нор). Атомная бомба была создана на основе элемента уран-235 и обладала мощностью 22 килотонны. Это испытание сделало Китай пятой в мире ядерной державой.
Название проекта произведено от года 1959 и месяца июня, когда начались его разработки после того, как Н. С. Хрущёв объявил о прекращении помощи Китаю в разработке ядерного оружия (это произошло 20 июня).

## История
Первоначально ядерная программа Китая, стартовавшая в конце 50-х годов, поддерживалась СССР. Мао Цзэдун, издав распоряжение под номером «02» о развитии ядерного вооружения, считал, что без ядерного оружия мировое сообщество не будет воспринимать Китай всерьёз. Это мнение укрепилось в результате Первого кризиса в Тайваньском проливе в 1954—55 годы.
С помощью Советского Союза Китай смог оборудовать экспериментальный ядерный реактор на базе урана, циклотрон и другие установки. СССР даже согласился помочь в разработке прототипного ядерного оружия, однако помощь была приостановлена из-за похолодания советско-китайских отношений, и советские научные консультанты были отозваны. После этого Китай решил продолжать разработки самостоятельно, чтобы обеспечить безопасность Китая по отношению к США, СССР и Франции.
Первую бомбу испытали в 1964 году на полигоне около озера Лоб-Нор. Тогда технология плутония освоена не была, и бомба была изготовлена на основе урана-235. После этого испытания мощностью 22 килотонны Китай разработал ядерную ракету, а в 1967 году — водородную бомбу.
Ядерное испытание 1964 года было неожиданностью для США. Разведка считала, что Китай не сможет так быстро разработать бомбу, полагая, что для совершенствования плутониевой технологии нужен существенно больший срок, и не предполагая, что будет использован уран.